# Tetragnatha nubica
Tetragnatha nubica är en spindelart som beskrevs av Denis 1955. Tetragnatha nubica ingår i släktet sträckkäkspindlar, och familjen käkspindlar.
Artens utbredningsområde är Niger. Inga underarter finns listade i Catalogue of Life.